# Схилення (астрономія)

Екваторіальна система координат

Схилення (δ) в астрономії — одна з двох координат екваторіальної системи координат. Дорівнює кутовій відстані на небесній сфері від площини небесного екватора до світила і зазвичай виражається в градусах, хвилинах і секундах дуги. Схилення додатне на північ від небесного екватора і від'ємне на південь.
- Об'єкт на небесному екваторі має схилення 0°
- Схилення північного полюса небесної сфери дорівнює +90°
- Схилення південного −90 °

У схилення завжди вказується знак, навіть якщо схилення позитивне.
Схилення небесного об'єкта, що проходить через зеніт, дорівнює широті спостерігача (якщо вважати північну широту зі знаком +, а південну - від'ємною). У північній півкулі Землі для заданої широти φ небесні об'єкти зі схиленням δ > 90° — φ не заходять за горизонт, тому називаються незахідними. Якщо ж схилення об'єкта δ < -90° + φ, то об'єкт називається несхідними, а значить він не спостерігається на широті φ.